# Liste von Flamingobrunnen
In dieser Liste sind Flamingobrunnen aufgeführt, also Brunnen im öffentlichen Raum, die Flamingos zum Thema haben.

## Deutschland
| Bezeichnung                                 | Bild           | Standort                                 | Bundesland      | Künstler | Errichtung Einweihung | Weitere Informationen |
| ------------------------------------------- | -------------- | ---------------------------------------- | --------------- | -------- | --------------------- | --------------------- |
| Brunnen in der Wohnanlage Donnersbergstraße |                | Kaiserslautern, Donnersbergstraße (Lage) | Rheinland-Pfalz |          |                       | siehe                 |
| Flamingobrunnen (Zwickau)                   | weitere Bilder | Zwickau, am Neuberinplatz (Lage)         | Sachsen         |          |                       |                       |

## Weitere
| Bezeichnung                        | Bild           | Standort                                    | Staat   | Künstler                         | Errichtung Einweihung | Weitere Informationen |
| ---------------------------------- | -------------- | ------------------------------------------- | ------- | -------------------------------- | --------------------- | --------------------- |
| Flamingobrunnen (Bonyhád)          | weitere Bilder | Bonyhád (Südtransdanubien) (Lage)           | Ungarn  | József Kerényi und Sándor Mihály | 1982                  |                       |
| Flamingobrunnen (Hialeah)          | weitere Bilder | Hialeah (Miami-Dade County, Florida) (Lage) | USA     |                                  |                       |                       |
| Flamingobrunnen (Huế)              |                | Huế (Lage)                                  | Vietnam |                                  |                       |                       |
| Flamingobrunnen (Primm)            |                | Primm (Nevada)                              | USA     |                                  |                       |                       |
| Flamingobrunnen (Ramoji Film City) |                | Ramoji Film City (Telangana)                | Indien  |                                  |                       |                       |